# Lockheed Hudson
Lockheed Hudson là một loại máy bay ném bom hạng nhẹ và trinh sát bờ biển do Hoa Kỳ chế tạo, ban đầu nó được chế tạo cho Không quân Hoàng gia (RAF) ngay trước khi Chiến tranh thế giới II bùng nổ và chủ yếu được sử dụng tại các chiến trường co sự tham chiến của RAF. Hudson là hợp đồng chế tạo máy bay quan trọng đầu tiên của hãng Lockheed Aircraft Corporation—RAF lúc đầu đặt mua 200 chiếc Hudson, vượt xa mọi con số đơn hàng trước đây công ty nhận được. Hudson hoạt động trong suốt cuộc chiến, chủ yếu thuộc Bộ tư lệnh bờ biển nhưng cũng được sử dụng làm máy bay vận tải và huấn luyện và chở điệp viên vào vùng đất bị chiếm đóng của Pháp. Chúng cũng được Không quân Hoàng gia Canada dùng làm máy bay chống tàu ngầm một cách rộng rãi.

## Biến thể

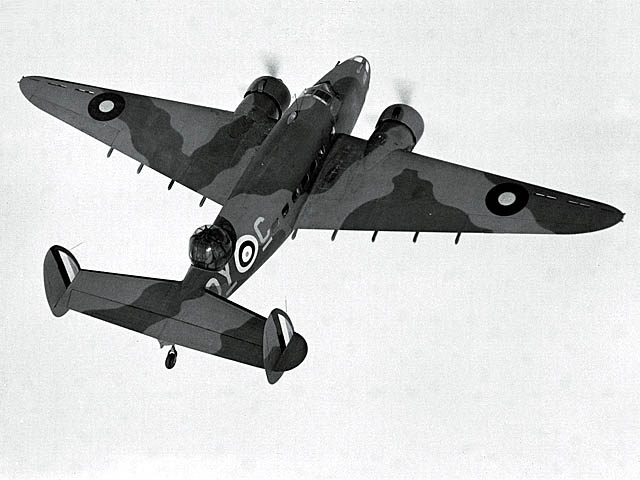
Một chiếc Hudson I thuộc phi đội số 11, RCAF.

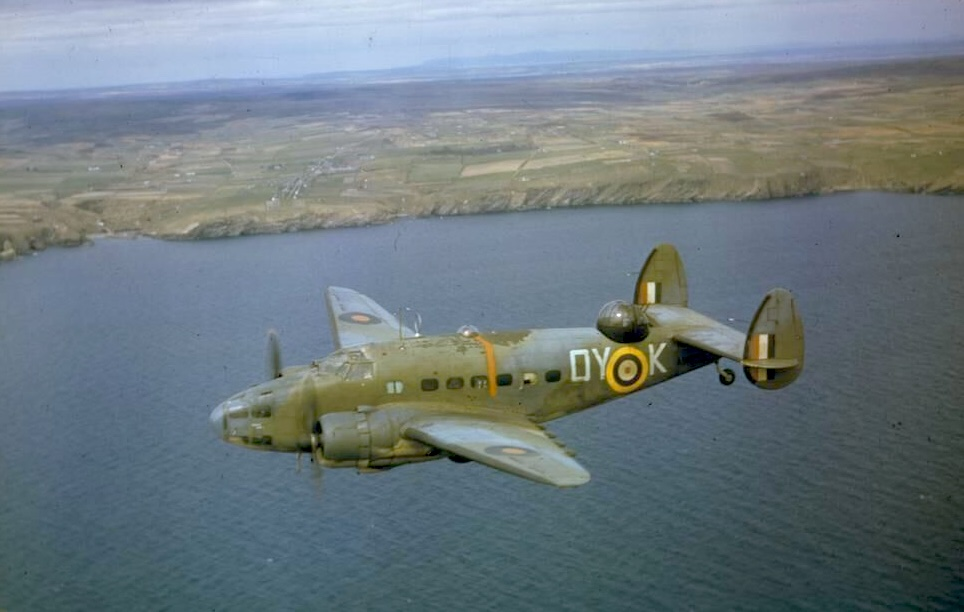
Một chiếc Hudson Mk V thuộc phi đội số 48 RAF, đầu năm 1942.

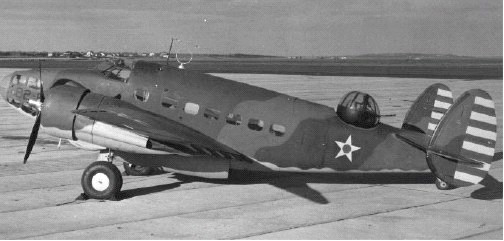
Một chiếc PBO-1 của hải quân Hoa Kỳ thuộc phi đội VP-82 tại Argentia, 1942.

Hudson I
Phiên bản sản xuất đầu tiên của RAF; 351 chiếc cho RAF và 50 chiếc khác cho Không quân Hoàng gia Australia (RAAF).
Hudson II
Như Mk I nhưng có các cánh quạt vận tốc cố định; 20 chiếc cho RAF và 50 chiếc khác cho RAAF.
Hudson III
Phiên bản sản xuất với cải tiến vũ khí ở bụng; 428 chiếc.
Hudson IIIA
Biến thể dạng thuê-vay của A-29 và A-29A; 800 chiếc.
Hudson IV
Như Mk II nhưng bỏ súng ở bụng; 30 chiếc và những chiếc Mk I và II của RAAF được hoán cải sang chuẩn này.
Hudson IVA
52 chiếc A-28 giao cho RAAF.
Hudson V
Mk III với 2 động cơ 1.200 hp R-1830-S3C4-G; 409 chiếc.
Hudson VI
A-28A thuộc dạng hợp đồng thuê-vay; 450 chiếc.
A-28
Phiên bản của quân đội Hoa Kỳ, lắp 2 động cơ 1.050hp R-1830-45; 52 chiếc cho Australia với tên gọi Hudson IVA.
A-28A
A-28 hoán cải sang phiên bản chở quân; 450 chiếc cho RAF với tên gọi Hudson VI; 27 chiếc cho Không quân Brazil
A-29
A-28 lắp 2 động cơ 1,200 hp R-1820-87; 416 chiếc cho RAF, 153 chiếc cho USAAF với tên gọi RA-29 và 20 chiếc cho Hải quân Hoa Kỳ với tên gọi PBO-1
A-29A
A-29 hoán cải sang phiên bản chở quân; 384 chiếc cho RAF với tên gọi Hudson IIIA, một số máy bay được USAAF giữ lại với tên gọi RA-29A.
A-29B
24 chiếc A-29 thu hồi lại để hoán cải sang phiên bản trinh sát không ảnh.
AT-18
Phiên bản huấn luyện Gunnery của A-29, lắp 2 động cơ R-1820-87, 217 chiếc.
AT-18A
Phiên bản huấn luyện hoa tiêu, 83 chiếc.
C-63
Định danh tạm thời chuyển thành A-29A.
C-111
3 chiếc Model 14 dân sự chuyển cho Australia.
PBO-1
24 chiếc Hudson IIIA cũ của RAF được thu hồi và trang bị cho phi đội VP-82 của hải quân Hoa Kỳ.

## Quốc gia sử dụng

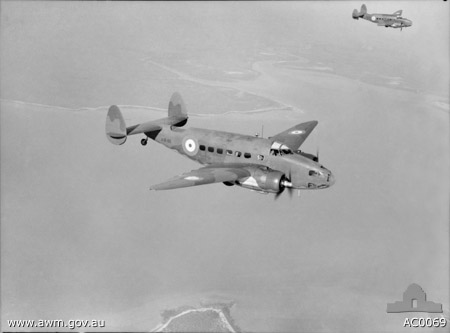
2 chiếc Lockheed Hudson của Australia vào năm 1940

### Quân sự

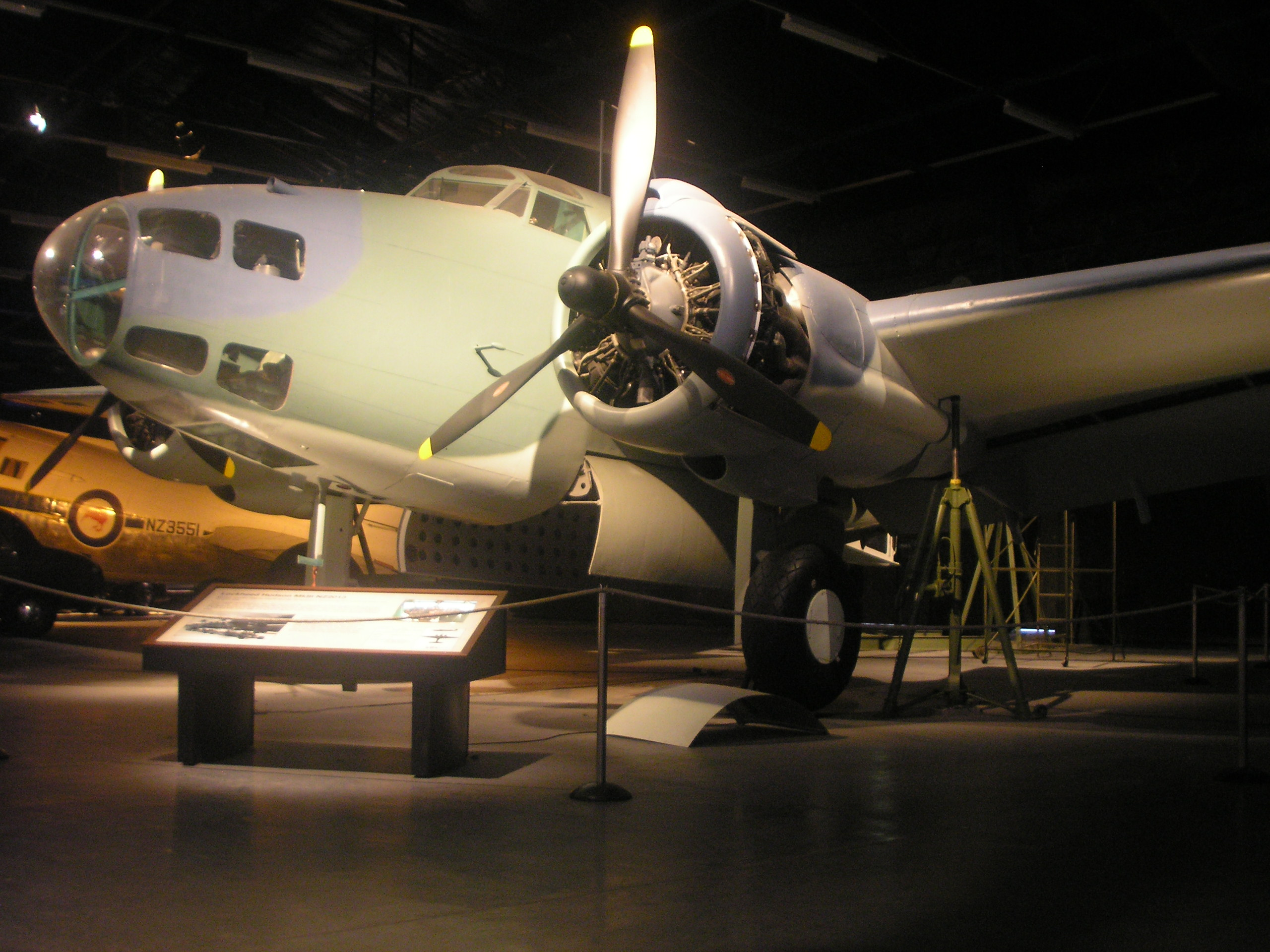
Hudson tại Bảo tàng RNZAF.

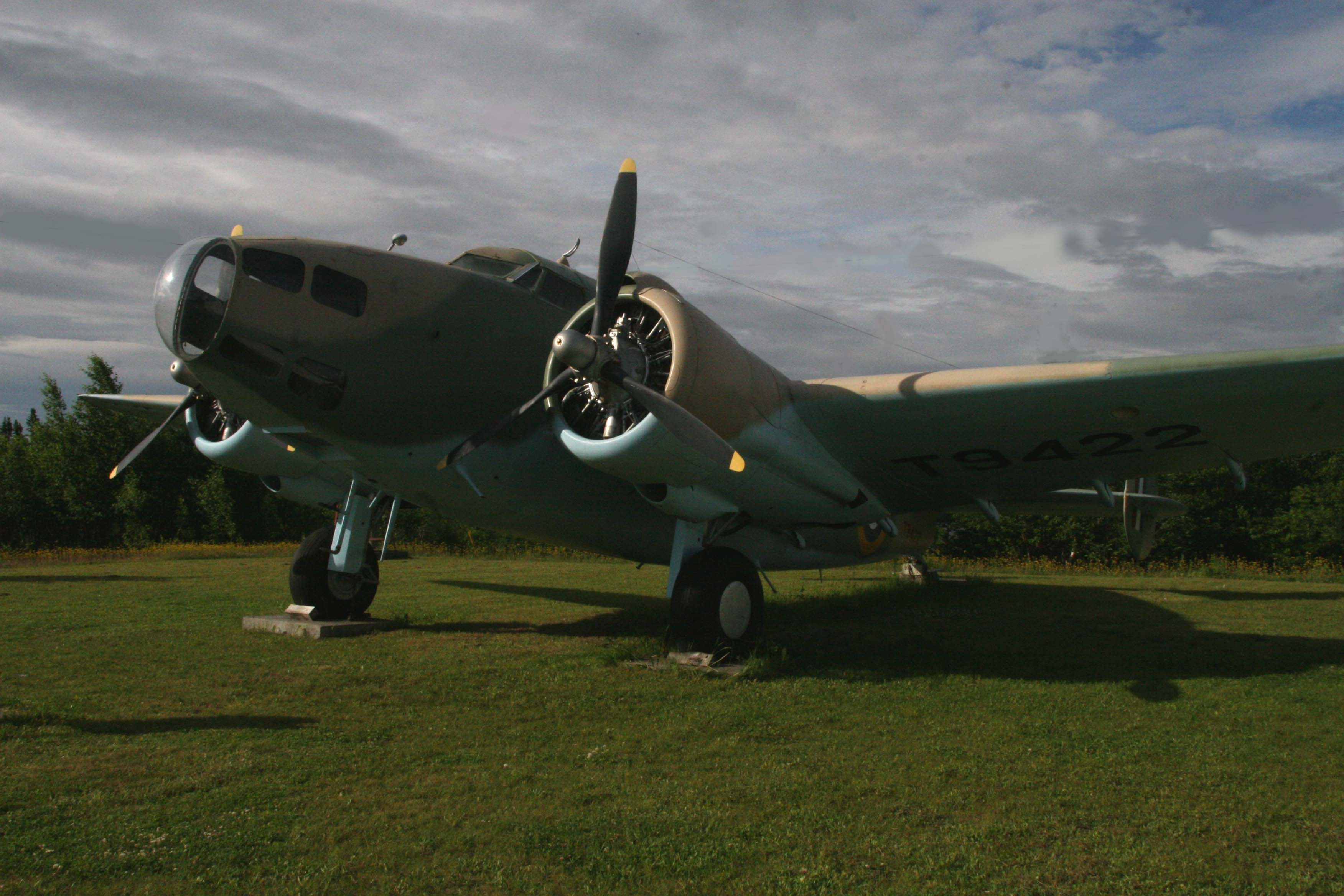
Lockheed Hudson Mk IIIA (T9422) tại Bảo tàng hàng không Bắc Đại Tây Dương, Gander, Newfoundland

Úc
- Không quân Hoàng gia Australia

 Brasil
- Không quân Brazil

 Canada
- Không quân Hoàng gia Canada

 Đài Loan
- Không quân Cộng hòa Trung Hoa

 Ireland
- Quân đoàn Không quân Ireland

 Israel
- Không quân Israel

 Hà Lan
- Không quân Hoàng gia Hà Lan

 New Zealand
- Không quân Hoàng gia New Zealand

 Bồ Đào Nha
- Không quân Bồ Đào Nha

 South Africa
- Không quân Nam Phi

 Anh Quốc
- Không quân Hoàng gia

 Hoa Kỳ
- Sperry Gyroscope
- Không quân Lục quân Hoa Kỳ
- Hải quân Hoa Kỳ

### Dân sự
Úc
- East-West Airlines

 Trinidad and Tobago
- British West Indian Airways

 Anh Quốc
- British Overseas Airways Corporation - BOAC

## Tính năng kỹ chiến thuật (Hudson Mk I)

### Đặc điểm riêng
- Tổ lái: 6
- Chiều dài: 44 ft 4 in (13,51 m)
- Sải cánh: 65 ft 6 in (19,96 m)
- Chiều cao: 11 ft 10 in (3,62 m)
- Diện tích cánh: 551 ft² (51,2 m²)
- Trọng lượng rỗng: 12.000 lb (5.400 kg)
- Trọng lượng có tải: 17.500 lb (7.930 kg)
- Trọng lượng cất cánh tối đa: 18.500 lb (8.390 kg)
- Động cơ: 2 × Wright Cyclone, 1.100 hp (820 kW) mỗi chiếc

### Hiệu suất bay
- Vận tốc cực đại: 218 kt (246 mph, 397 km/h)
- Tầm bay: 1.700 nm (1.960 mi, 3,150 km)
- Trần bay: 24.500 ft (7.470 m)
- Vận tốc lên cao: 1.200 ft/phút (6,2 m/s)

### Vũ khí
- 4 súng máy Browning.303 in (7,7 mm)
- 750 lb (340 kg) bom